# Hüsnü Şenlendirici

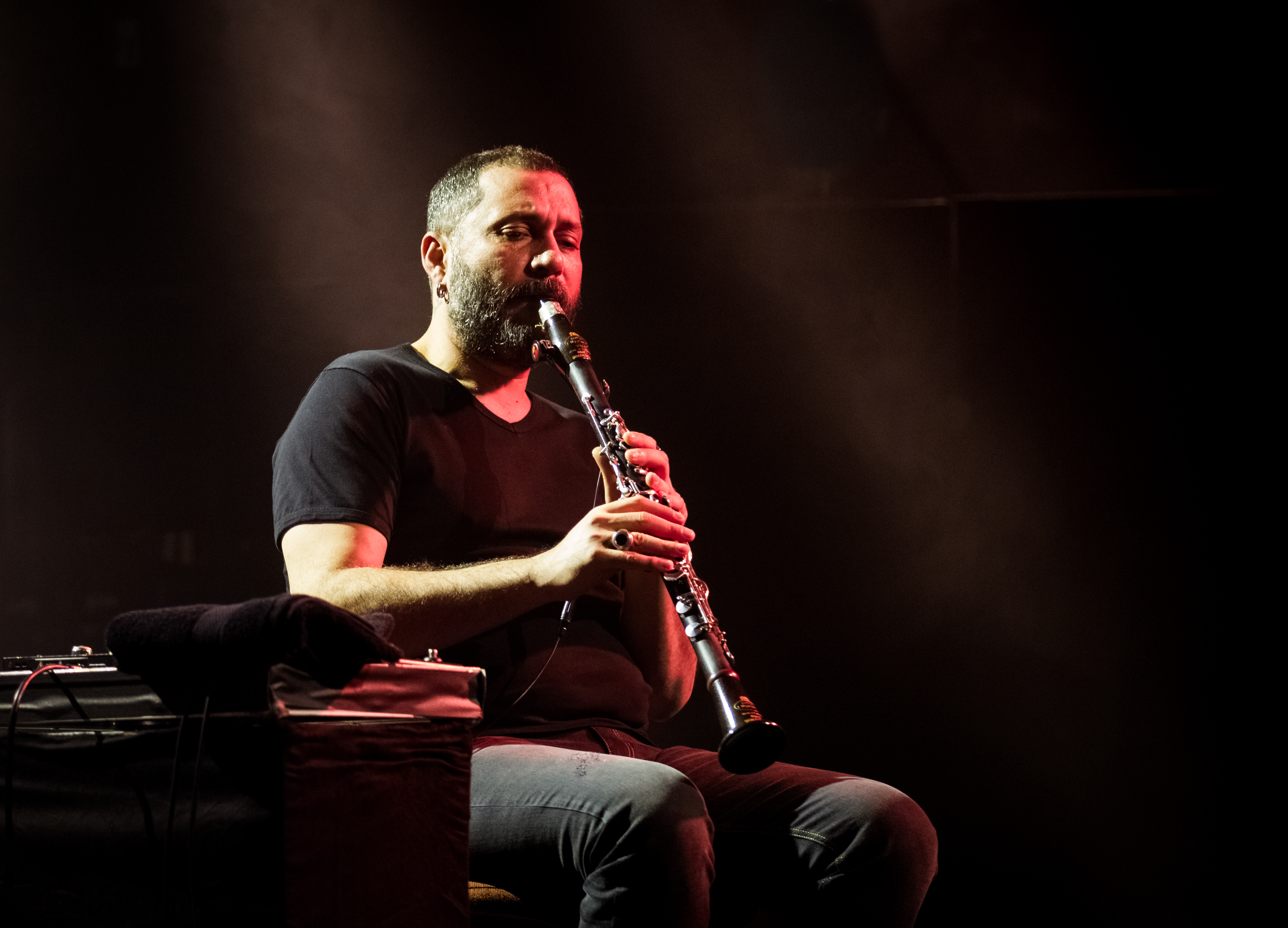
Hüsnü Şenlendirici (2015)

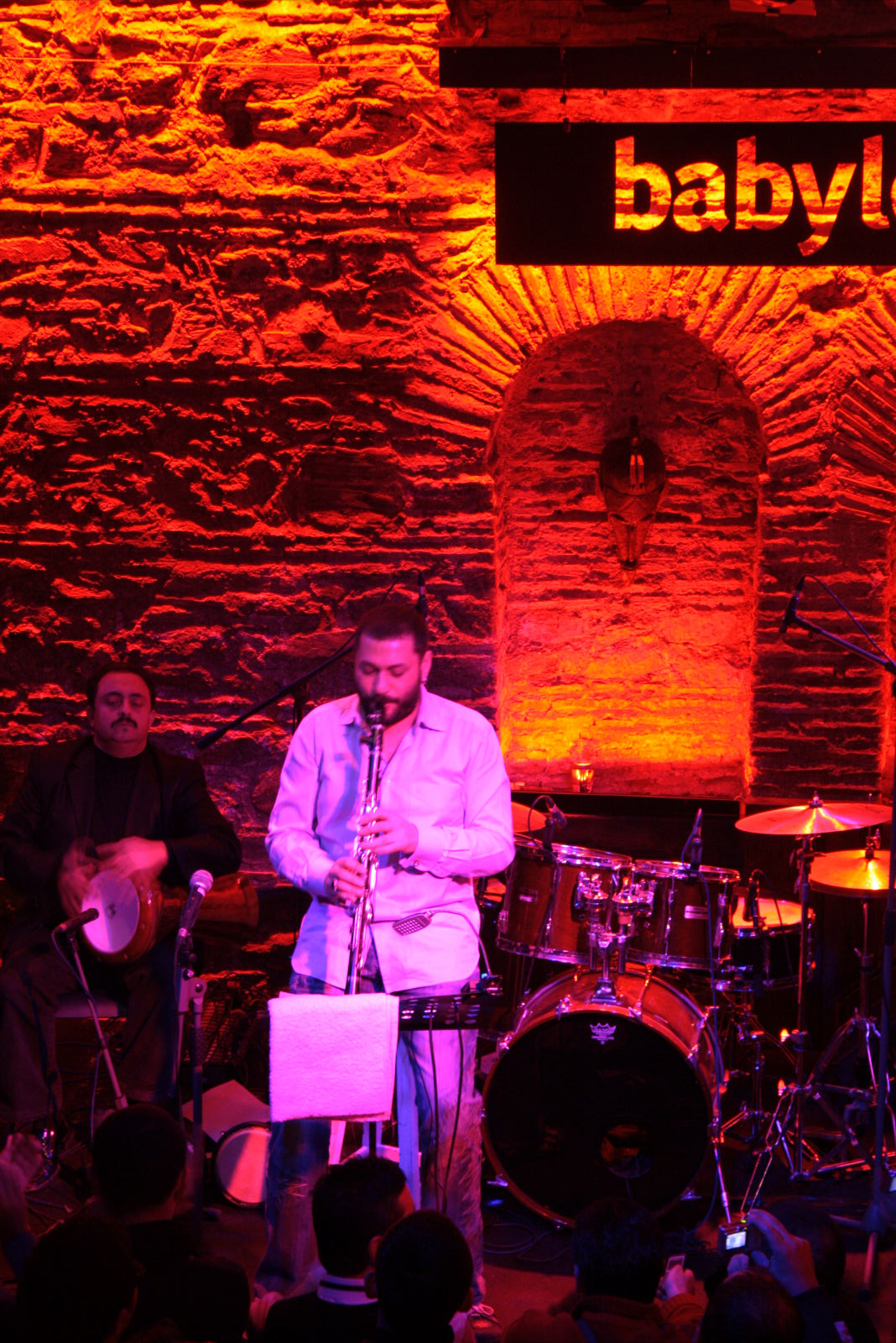
Hüsnü Şenlendirici (2011)

Hüsnü Şenlendirici (* 12. Juli 1976 in Bergama) ist ein türkischer Klarinettist. 

## Leben
Er stammt aus einer traditionsreichen Musikerfamilie: Sein Großvater Hüsnü Şenlendirici spielte Klarinette und Trompete, der andere Großvater Fahrettin Köfteci Klarinette, sein Vater Ergün Şenlendirici Trompete. Der Sohn Ergün Şenlendirici spielt ebenfalls Klarinette.
Von 2006 bis 2009 führte er eine Beziehung mit der türkischen Sängerin Deniz Seki.

## Karriere
1988 nahm Hüsnü Şenlendirici sein Studium am Staatskonservatorium für türkische Musik der Technischen Universität Istanbul auf, das er 1992 ohne Abschluss beendete. Er spielte in der Magnetic Band des Schlagzeugers Okay Temiz und trat auf Hunderten von Festivals in der Türkei auf. 
Auch mit der deutschen Gruppe Embryo tourte er und nahm Alben mit ihr auf. Daneben war er Mitglied der Band Laço seines Vaters Ergün Senlendirici. Mit dem eigenen, nach dem ehemaligen Istanbuler Roma-Viertel Sulukule benannten Ensemble spielt er traditionelle Bauchtanzmusik. Daneben leitete er die Bands Laço Tayfa und Hüsnü Şenlendirici ve Saz Arkadaşları, mit denen er im In- und Ausland zahlreiche Konzerte gab und an Festivals teilnahm. Er begleitet viele Musiker der türkischen Musik, unter anderem des türkischen Pops und Jazz bei ihren Konzerten und Albumaufnahmen. Mit der Gruppe Laço Tayfa veröffentlichte er das Album Bergama Gaydası. 2005 erschien sein Soloalbum Hüsn-ü Klarnet. Er präsentiert eine Musiksendung beim Sender TRT. Auf dem Album Harikalar Diyarı (Wonderland) spielt er 2002 gemeinsam mit İlhan Erşahin – eine Zusammenarbeit, die unter anderem mit dem Album Karşı Yaka – The other side (Wonderland  feat. Gilberto Gil, Jane Birkin, Hüsnü Şenlendirici, Seyyal Taner 2014) und der EP Terasta (Wonderland feat. Hüsnü Şenlendirici  2020) fortgesetzt wurde.
Seit 2007 bildet er mit İsmail Tunçbilek und Aytaç Doğan das Taksim Trio. In einer Konzertankündigung heißt es über das Trio „Das weltweit umjubelte Taksim Trio schlängelt auf schwerelose Weise durch türkische Volksmusik und verbindet diese subtil mit Einflüssen aus Jazz und Klassik, Gypsy und Flamenco. […] Die drei einzigartigen Musiker zählen zu den besten und bekanntesten türkischen Instrumentalisten und werden in ihrem Heimatland als Superstars gefeiert.“
Im Jahr 2021 startete die TV-Show Şarkılar Bizi Söyler, die er gemeinsam mit den Musikern Sibel Can und Hakan Altun moderiert.

## Diskografie

### Solo-Alben
- 2005: Hüsn-ü Klarnet/The Joy Of Clarinet
- 2006: Presents Sunset Lounge
- 2011: Hüsn-ü Hicaz
- 2015: Hüsn-ü Avare

### Mit Laço Tayfa
- 1998: In The BuzzBag (mit Brooklyn Funk Essentials)
- 2000: Bergama Gaydası
- 2002: Hicaz Dolap

### Mit Taksim Trio
- 2007: Taksim Trio
- 2013: Taksim Trio 2
- 2016: Ahi

### Weitere Kollaborationen
- 2010: Ege'nin İki Yanı/Both Sides Of The Aegean (mit Trio Chios)
- 2020: Wonderland (mit İlhan Erşahin, Alp Ersönmez, Volkan Öktem & İzzet Kızıl)

### EPs
- 2006: Hüsn-ü Fasıl

### Singles (Auswahl)
- 2005: İstanbul İstanbul Olalı
- 2007: İmkansız Aşk (mit Cem Yıldız)
- 2008: Adaletsiz Seçim (mit Deniz Seki)
- 2020: Hatıran Yeter